# Cycloxanthops truncatus
Cycloxanthops truncatus is een krabbensoort uit de familie van de Xanthidae. De wetenschappelijke naam van de soort is voor het eerst geldig gepubliceerd in 1837 door De Haan.